# Pelexia bonariensis
Pelexia bonariensis es una especie de orquídea de hábito terrestre originaria de América. Es la especie tipo del género. 

## Descripción
Es una especie de orquídea de un tamaño medio o grande que prefiere el clima fresco. Tiene hábitos terrestres y produce una espiga floral de 50-90 cm de altura con muchas flores. Las hojas son lanceoladas y perennes de color verde oscuro, lanceoladas y pecioladas. Florece en la primavera y el verano en una inflorescencia erecta de 50 a 90 cm de largo, con 11 a 18 flores con brácteas que superan la longitud de las flores

## Distribución y hábitat
Se encuentra en el sur de Brasil, Paraguay, Uruguay y Argentina en los herbazales y los bosques abiertos.

## Sinonimia
- Spiranthes bonariensis Lindl., Gen. Sp. Orchid. Pl.: 475 (1840).
- Gyrostachys bonariensis (Lindl.) Kuntze, Revis. Gen. Pl. 2: 664 (1891).
- Stenorrhynchos bonariense (Lindl.) Cogn. in C.F.P.von Martius & auct. suc. (eds.), Fl. Bras. 3(4): 164 (1895).
- Pachygenium bonariense (Lindl.) Szlach., R.González & Rutk., Polish Bot. J. 46: 4 (2001).
- Spiranthes saltensis Griseb., Abh. Königl. Ges. Wiss. Göttingen 24: 338 (1879).
- Stenorrhynchos saltense (Griseb.) Cogn. in C.F.P.von Martius & auct. suc. (eds.), Fl. Bras. 3(4: 166 (1895).
- Pelexia saltensis (Griseb.) Schltr., Beih. Bot. Centralbl. 37(2): 405 (1920).
- Pelexia callosa M.N.Correa, Darwiniana 10: 165 (1953), nom. illeg.
- Pachygenium saltense (Griseb.) Szlach., R.González & Rutk., Polish Bot. J. 46: 6 (2001).
- Pachygenium callosum Mytnik, Szlach. & Górniak, Ann. Bot. Fenn. 47: 215 (2010).[2]